# Sauerkraut
Sauerkraut eller surkål er fint snittet konserveret hvidkål. Kålen opbevares lufttæt, og der opstår en mælkesyregæring, som ændrer kålens smag og øger dens holdbarhed. Samtidig bliver kålen lettere at fordøje, og mælkesyren giver en gunstig virkning på hele fordøjelsessystemet. Den færdige surkål har været brugt som hovedingrediens i en række retter med svinekød eller svinepølser.

## Fremgangsmåde
Sauerkraut laves ved naturlig fermentering skabt af bakterier, der hører hjemme i kålen. Fermenteringen frembringer mælkesyre som det vigtigste produkt, og den fremkalder sammen med mindre mængder af andre produkter surkålens karakteristiske smag og konsistens.
Fransk opskrift:
Vask og findel kålhovederne. Det er mest almindeligt at bruge hvidkål, men rødkål har de samme egenskaber og kan behandles på fuldstændig samme måde. Når kålen er snittet fint, tilsættes salt – 2,5% af kålens vægt. Nu æltes salten ind i kålen til kålen bliver blødere og sveder saft. Den saltede kål pakkes tæt i en passende, glaseret krukke. Kålen skal nu beskyttes mod ilt, så gasser fra fermenteringen kan undslippe. En temperatur på ca. 21 °C er det bedste for fermenteringsprocessen, som er færdig på fem-seks uger. Sauerkraut / Surkål bør ikke forveksles med coleslaw eller syltet hvidkål, hvor den syrlige smag stammer fra eddike.

En anden fremgangsmåde er at veje den fintsnittede hvidkål og dividere vægten med 50. Så får man den mængde salt der tilsættes og blandes godt med kålen, inden den presses hårdt ned i et glas med tætsluttende låg. Under fermenteringens ca. fem uger presses kålen yderligere, så væsken hele tiden dækker kålen.

## Fermenteringsprocessen
Nedsaltningen af kålen tjener to formål:
For det første skaber den en osmotisk uligevægt, der trækker vand og kulhydrater ud af kålbladene. Den væske, der dannes på den måde, er et glimrende vækstmedie for de mikroorganismer, der deltager i fermenteringen. Den er rig på forskellige sukkerstoffer og andre vækstfaktorer. 
For det andet forhindrer saltlagen opformering af mange rådbakterier og sygdomsfremkaldende organismer. Den forhindrer selvfølgelig ikke den ønskede succession i fermenteringen. Da kål består af 90% vand, og da saltet opløses fuldstændigt i vandet, bliver det en 2,8% saltlage, som organismerne oplever i det vandige miljø. Grundig og helt ensartet fordeling af saltet er afgørende. Lommer af for høj eller for lav saltkoncentration medfører, at kålen rådner eller mangler fermentering.
Under hele fermenteringsprocessen er det afgørende, at ilten bliver holdt borte fra kålen. Adgang til ilt vil fremme væksten af visse rådorganismer, særligt de syretålende skimmelsvampe og gærsvampe. Da man ikke tilsætter startkulturer til massen, kaldes denne metode for vildfermentering. Den normale flora på kålbladene er tilstrækkelig til at øge kålens holdbarhed og fordøjelighed.

## Mikroorganismerne bag fermenteringen
Fermenteringssuccessionen styres i vidt omfang af pH i kålen. I begyndelsen er den en colilignende bakterie, der tager sig af fermenteringen. Ved laboratorieundersøgelser viste det sig, at følgende colilignende bakterier havde medvirket i den første del af processen: Klebsiella pneumoniae, K. oxytoca og Enterobacter cloacae. 
Når der dannes syre, opstår der hurtigt et miljø, som er gunstigt for bakterieslægten Leuconostoc. Populationen af coliforme bakterier går tilbage i samme takt, som en stamme af Leuconostoc overtager kålen. Da Leuconostoc er en såkaldt heterofermentativ mælkesyrebakterie, dannes der store mængder CO2 under denne del af fermenteringen. pH falder fortsat, og en stamme Lactobacillus overtager rollen efter Leuconostoc. Den fuldstændige fermentering sker altså ved hjælp af tre større grupper eller slægter af bakterier, hvor rækkefølgen bestemmes af udviklingen i pH.
I det franske køkken kaldes surkål med flere variationer af flæsk choucroute.